# Nicolaes Aertsens
Nicolaes Aertsens, o Niclaes Arts o Nicolaes Aertsen o Niclaes Aertssen (... – Anversa, 1629 o 1630), è stato un pittore fiammingo.

## Biografia
Allievo di Abraham Govaerts, fu attivo ad Anversa tra il 1623 e il 1629. Nel 1625 entrò a far parte della locale Corporazione di San Luca, con la qualifica di maestro. I debiti alla sua morte furono pagati nel 1629. Fu l'unico allievo del Govaerts presente nel gruppo di artisti che terminarono le opere incompiute alla morte del maestro nel 1626.
Si pensa fosse un pittore paesaggista, ma non sono giunti a noi esempi delle sue opere.